# Московский НИИ сельского хозяйства «Немчиновка»
Научно-исследовательский институт сельского хозяйства центральных районов Нечернозёмной зоны (НИИСХ ЦРНЗ) — научно-исследовательский институт РАСХН. Расположен рядом с Москвой, в посёлке Новоивановское Одинцовского городского округа Московской области. Основан в 1931 году. Крупнейшее подразделение института — Московский селекционный центр по зерновым культурам. Основные направления научных исследований: селекция и семеноводство зерновых и зернобобовых культур, разработка зональных систем земледелия и животноводства на основе адаптивных интенсивных технологий производства зерна и продуктов животноводства. В НИИ выводятся сорта 20 % всей российской пшеницы. Опытные поля НИИ располагаются на территории бывшего Новоивановского городского поселения.
Земли НИИСХ ЦРНЗ попали под планы возведения на них «Кремниевой долины» в Сколково и, по неофициальной информации, НИИСХ вообще мог быть закрыт. В результате у НИИСХ в пользу инновационного центра «Сколково» забрали 250 гектаров земли, находящихся возле НИИСХ, которые использовались под опытное поле. НИИСХ выделили 500 млн рублей из федерального бюджета для создания опытного поля на более дальних угодьях на землях ФГУП, где были вымежеваны участки площадью 374 га, однако затем выяснилось, что данный ФГУП - банкрот (информация на 2015 год).
В 1997—2006 гг. директором НИИ являлся академик Н. В. Войтович.